# Индийска култура
Индийската култура се състои от културата, обичаите, начина на живот и вярванията в днешна Индия, както и техните исторически корени. Езикът, музиката, танците, религия, архитектура и храна в Индия се различават в различните нейни региони.
Индийската музика става световен феномен в края на 60-те години от ХХв. Към нея проявяват интерес музикантите свирещи в некласическите жанрове (джаз, рок музика и аванградни течения) и чрез тях нейната аудитория се разширява до глобални мащаби. Рави Шанкар, който изпълнява раги, свирейки на ситар, несъмнено е най-представителната фигура за индийската музика в съвременния свят. Композирането на филмова музика, което е неотменна част от неговата дейност, в родината му е равностойно на „звезден стаус“.
Боливуд е неформалното име на киното, което се прави в Бомбай и на кино-индустрията, която се развива силно в последните 7-8 години, като някои филми, например Девдас стават популярни и се излъчват и извън Индия.
Индийската телевизия стартира през 1957 първоначално с образователни предавания , като до 90-те има само един телевизионен канал.